# Libanios
Libanios z Antiochie Syrské (řecky Λιβάνιος, asi 314–393) byl slavný pohanský učitel rétoriky, představitel pozdní sofistiky. Byl učitelem budoucího císaře Juliana a řady významných křesťanských osobností (např. Basileia Velikého, Jana Zlatoústého, Řehoře z Nazianzu). Usiloval o vzájemnou toleranci mezi křesťany a zastánci tradičního náboženství.
Je autorem řady řečí, školních řečnických cvičení a dopisů.
- Seznam děl v Souborném katalogu ČR, jejichž autorem nebo tématem je Libanios